# アポストロス・ヴェリオス
アポストロス・ヴェリオス（英語: Apostolos Vellios, ギリシア語: Απόστολος Βέλλιος, 1992年1月8日 - ）は、ギリシャ・テッサロニキ出身のサッカー選手。ポジションはFW。

## 経歴
2008年にイラクリス・テッサロニキFCのユースチームでキャリアをスタートさせ、2009年4月26日、シュコダ・クサンティFC戦でプロデビューを果たした。11月7日、オリンピアコスFC戦でプロ初ゴールを記録した。
2011年1月、エヴァートンFCに4年契約で移籍した。2011年4月2日、アストン・ヴィラFC戦でデビューを果たした。9月17日、ウィガン・アスレティックFC戦で移籍後初ゴールを決めた。
2014年7月、ベルギーのリールセSKに2年契約で移籍した。2015年1月26日、デンマークのFCベストシェランに7月1日までの期限付きで移籍した。
2015年7月15日、イラクリス・テッサロニキFCに復帰した。
2016年6月29日、ノッティンガム・フォレストFCに4年契約で移籍した。2018年8月31日、ワースラント＝ベフェレンにレンタル移籍した。

## 代表歴
各年代のギリシャ代表としてプレーしている。2016年3月、アイスランドとモンテネグロとの親善試合のメンバーに選出され、代表初出場を果たした。

## 所属クラブ
- イラクリス・テッサロニキFC 2008-2011
- エヴァートンFC 2011-2014
  -  ブラックプールFC 2014 (loan)
- リールセSK 2014-2015
  -  FCベストシェラン 2015 (loan)
- イラクリス・テッサロニキFC 2015-2016
- ノッティンガム・フォレストFC 2016-2019
  -  ワースラント＝ベフェレン 2018-2019 (loan)
- アトロミトスFC 2019-2020
- アスコリ・カルチョ1898 FC 2020-2021
- FCアカデミカ・クリンチェニ 2021-2022
- PASラミア1964 2022-

## 個人成績

### クラブでの出場記録
| クラブ成績   | クラブ成績   | クラブ成績               | リーグ | リーグ | カップ   | カップ   | リーグ杯 | リーグ杯 | 国際大会   | 国際大会   | 通算 | 通算 |
| シーズン     | クラブ       | リーグ                   | 出場   | 得点   | 出場     | 得点     | 出場     | 得点     | 出場       | 得点       | 出場 | 得点 |
| Greece       | Greece       | Greece                   | リーグ | リーグ | カップ   | カップ   | リーグ杯 | リーグ杯 | 国際大会   | 国際大会   | 通算 | 通算 |
| ------------ | ------------ | ------------------------ | ------ | ------ | -------- | -------- | -------- | -------- | ---------- | ---------- | ---- | ---- |
| 2008–09      | イラクリス   | ギリシャ・スーパーリーグ | 1      | 0      | –        | –        | –        | –        | –          | –          | 1    | 0    |
| 2009–10      | イラクリス   | ギリシャ・スーパーリーグ | 9      | 2      | –        | –        | –        | –        | –          | –          | 9    | 2    |
| 2010–11      | イラクリス   | ギリシャ・スーパーリーグ | 12     | 2      | –        | –        | –        | –        | –          | –          | 12   | 2    |
| 通算         | Iraklis      | Iraklis                  | \|22   | 4      | –        | –        | –        | –        | –          | –          | 22   | 4    |
| イングランド | イングランド | イングランド             | リーグ | リーグ | FAカップ | FAカップ | FLカップ | FLカップ | ヨーロッパ | ヨーロッパ | 通算 | 通算 |
| 2010–11      | エヴァートン | プレミアリーグ           | 3      | 0      | –        | –        | –        | –        | –          | –          | 3    | 0    |
| 2011–12      | エヴァートン | プレミアリーグ           | 10     | 3      | 0        | 0        | 1        | 0        | –          | –          | 11   | 3    |
| 通算         | Everton      | Everton                  | \|13   | 3      | 0        | 0        | 1        | 0        | –          | –          | 14   | 3    |
| 総通算       | 総通算       | 総通算                   | 35     | 7      | 0        | 0        | 1        | 0        | 0          | 0          | 36   | 7    |